# Promecotheca bicolor
Promecotheca bicolor es una especie de insecto coleóptero de la familia Chrysomelidae.
Fue descrita científicamente en 1929 por Maulik.